# Marisa Trejo Sirvent
María Luisa Trejo Sirvent (Tuxtla Gutiérrez, Chiapas 28 de marzo de 1956), más conocida como Marisa Trejo-Sirvent, es una escritora, poeta, cuentista, ensayista, periodista y traductora mexicana, autora de cuatro libros de ensayos, siete poemarios y una decena de libros académicos. Ha recibido reconocimientos por su obra literaria y por su contribución a los estudios sobre literatura escrita por mujeres y sobre género. Además es biógrafa de la notable escritora Rosario Castellanos.

## Reseña biográfica
Marisa Trejo-Sirvent, desde niña en su natal Tuxtla Guitiérrez comienza su afición a la poesía al memorizar poemas que su padre Carlos Trejo Zambrano (compositor, escritor, actor de teatro) le enseñó desde edad temprana cuando aún no sabía leer ni escribir. Su padre (quien también fue promotor cultural) la encauzó, desde sus primeros años por el gusto a la literatura y el amor por el arte, en especial por la poesía. Su madre María Luisa Sirvent Rincón fue una mujer culta y sensible que supo estimular intelectualmente a sus hijos, había escrito una novela en su juventud siendo también una ávida lectora. 
En ese ambiente familiar y la selecta biblioteca de su padre, a la que tuvo acceso Marisa, además de su interés por el estudio, la han llevado a destacar en el ámbito literario, educativo y cultural en Chiapas, en México e internacionalmente. 
Su obra se encuentra incluida en veinticinco antologías de cuento y poesía, la mitad de ellas, internacionales. Ha participado en numerosos recitales de poesía en México, Cuba, Chile, Puerto Rico, Francia, Guatemala, Perú, Colombia y El Salvador. 
Sus artículos y poemas comenzaron a publicarse a finales de los años setenta, en la prensa regional, después en prensa nacional como el Excélsior, la Jornada, el Universal y el Heraldo de México y, posteriormente, en revistas nacionales e internacionales como: Alforja, El Centavo, El Búho, Fronteras, Trashumancia, Hojas de utopía, Entorno, El Cocodrilo Poeta, La pájara pinta (España), Cultura Sur, Le Sape (Francia), Prometeo de Poesía de Madrid, España, Nexos, Ateneo de Ciencias y Artes de Chiapas, Revista de la Universidad Autónoma de Chiapas, Revista Casa abierta al tiempo de la UAM, entre otras. 
Sus poemas, cuentos y artículos han sido publicados en revistas y periódicos en México y en el extranjero y su trabajo literario puede consultarse a menudo en códigos abiertos en internet. 

## Estudios
Marisa Trejo-Sirvent cursó estudios en Relaciones Internacionales por la Facultad de Ciencias Políticas y Sociales de la Universidad Nacional Autónoma de México, dio clases como maestra auxiliar y fue ayudante de investigación en el Centro de Estudios del Caribe. Cursó la licenciatura en Lengua y Literatura Hispanoamericana por la Universidad Autónoma de Chiapas, así como Maestra y Doctora en Educación. Recién egresada de la UNAM, posteriormente emigró hacia Europa donde radicó durante tres años e hizo estudios de lengua francesa en París. 
Fue becaria del gobierno francés para realizar dos especializaciones: una en literatura y la otra en lengua francesa las cuales realizó en la Universidad de las Antillas y Guyana, en Martinica, Departamento francés de Ultramar y Universidad de Caen, en Francia.  

## Trayectoria Profesional
Como profesora e investigadora de la Universidad Autónoma de Chiapas por casi cuatro décadas, realizó aparte de labores académicas y de investigación, extensionismo y vinculación. Fue jefa del Departamento de Literatura de la UNACH y directora de la Facultad de Lenguas Campus Tuxtla. Realizando estancias de investigación en varias universidades de México y el Extranjero, entre ellas la Universidad de Salamanca y Universidad Autónoma de Madrid, España, Universidad de Matanzas, Cuba, Universidad de Puerto Rico y otras universidades de México.
Sus poemas aparecen en las Antologías Poétes de Chiapas (Editorial Caracterès, París, 1987) y la Antología Poesía Mexicana del siglo XX (traducida por Claude Couffon y editada en Suiza, donde comparte un lugar entre grandes poetas mexicanos como: Juan José Tablada, Ramón López Velarde, Octavio Paz, Rosario Castellanos, Efraín Huerta, Jaime Sabines y José Emilio Pacheco). Coordinó el Taller de Literatura “Rosario Castellanos” del Instituto Nacional de Bellas Artes y la Secretaría de Educación y Cultura de Chiapas y también del Instituto Chiapaneco de Cultura. Ha sido artista visitante en la Academia de París y su poesía ha sido traducida al francés, inglés, italiano y checo.

## Poemas
En su lírica se presentan dos etapas. La primera son ejercicios poéticos construidos en un entorno tropical donde alude a la nostalgia y el deseo por el ser amado, recuerdos de su infancia, de viajes, su estancia en Francia y de su tierra natal; en Rojo que mide el tiempo, El país de los pájaros azules y El mar y otros poemas, incluido en el volumen: Dos voces chiapanecas. La segunda es una poética más lograda y donde el mar es la única inspiración de la autora; a través de éste recuerda a sus padres, sus vivencias y evoca a su amado. También encontramos algunos poemas donde recrea la selva chiapaneca.

#### Poema: Dame mi soledad.[11]
Quiero que me hagas el olvido

como antes me hacías el amor.

Vendrás.

No tengo ganas de arreglar el cuarto

donde descansaremos o haremos el amor

(según el ánimo, la luna llena

el tráfico con que te hayas enfrentado).

Debería hacerte de comer, lavar los trastes,

así como llevé tu traje a la tintorería.

Pero hoy no tengo ganas de hacer esas cosas,

de vivir el lugar común en que vegeto

junto con las vecinas de abajo y de arriba.

El viento de la tarde me recordó el mar,

después vino la lluvia y con ella los sueños.

Hoy quisiera acostarme sobre la arena húmeda;

navegar hasta que el cansancio nos deje a la deriva;

liberarme de las cuatro paredes de la rutina;

amanecer sin prisa, buscar leña

y hacer una fogata a la orilla de un río;

aprender los caminos de tus ojos

como si fueran los de un desconocido;

navegar o convertirme en espuma,

en alga, en estrella de mar, en erizo;

pero ya ves,

tu burocracia sólo me da la posibilidad del sueño

y aunque somos amantes, yo cada vez te siento

más esposo y menos compañero.

Biografía: conviérteme en mujer

-cuyas alas fueron diseminando

sueños a la vez que fracasos-

dame la clave del vuelo de una mariposa fugaz;

haz que vislumbre la esperanza

cuando me suba a los árboles a jugar;

libérame de las muñecas inertes

que estorbaron mi infancia.

Dame valor para cambiar.

Te juro que no voy a caerme,

te juro que no voy a llorar,

te juro que no me voy a sentir sola.

México D.F. 1979.

## Publicaciones

#### Poemarios.
- Luz de papel (CONECULTA, 2022).
- Canciones del mar y de la luna (Puerto Rico, 2018).
- Tiempo de Cantos, publicados en Galicia, España, (2014).
- La hora en que despertamos juntos (2011).
- Cantigas escritas por el viento (El Aleph digital, 2010).
- Al filo del gozo (Viento al hombro, Guadalajara, 2007).
- Dame mi soledad (Viento al hombro, 2003).
- La señal de la noche (Libro colectivo, UNAM, México, 2000).
- Jardín del paraíso (Toluca, UAEM, 2000).
- Dos voces chiapanecas (AMEH, Tuxtla Gutiérrez, 1999).
- Juegos de soledad (COBACH, 1994).
- Rojo que mide el tiempo (Instituto Chiapaneco de Cultura, Tuxtla Gutiérrez, 1989).

#### Antologías de poemas.
- Árbol de muchos pájaros: Antología de poetas chiapanecos del siglo XX. Coordinadores Trejo-Sirvent Marisa, Trejo-Sirvent Socorro y Sumano Magadán Héctor, (UNAM 2000).
- Poesía erótica escrita por mujeres en lengua Castellana.
- Pequeña Antología para el amado (Pontevedra, 2014).

#### Algunos libros de ensayo.
- Páramo de espejos. Vida y obra de José Gorostiza (Gobierno del Estado de Tabasco, 2009 y 2010.
- Chiapas biográfico (biografías y trabajos de investigación sobre los poetas chiapanecos (Editado por la Secretaría de Educación, 2006).
- Una introducción a Sor Juana Inés de la Cruz (Instituto Mexiquense de Cultura, Toluca, 2001.

## Distinciones
- Medalla de Honor al Mérito Ciudadano: Joaquín Miguel Gutiérrez. Ayuntamiento de Tuxtla, año 2022.
- Premio Internacional de Relato Breve, temas de género España, año 2014.
- Premio Nacional de Poesía Alonso Vidal, año 2012.
- Premio Nacional de Poesía José Gorostiza, 1.ª. mención, año 1991.
- Premio Nacional de Cuento, UNACH, año 1976.